# Joseph-Marie Tomasi
Pour les articles homonymes, voir Tomasi.
Joseph-Marie Tomasi (en italien, Giuseppe Maria Tomasi), né le 12 septembre 1649 à Licata (Italie) et mort le 1er janvier 1713 à Rome (Italie), est un religieux de l'ordre des Théatins et théologien italien, canonisé le 12 octobre 1986 par le pape Jean-Paul II. Il est fêté le 3 janvier de chaque année.

## Biographie

### Jeunesse et ordination
Joseph-Marie est le fils aîné des enfants de Rosalie Traina et Julius Tomasi, prince de Lampedusa (en) et duc de Palma di Montechiaro.
Il reçoit une éducation soignée, ainsi qu'une solide formation en langue, particulièrement en espagnol (ses parents souhaitant l'envoyer à la cour royale de Madrid après avoir hérité du titre de grand d’Espagne de son père). Il reçoit également une éducation chrétienne.
Joseph-Marie Tomasi renonce à ses titres et à son immense fortune au profit de son frère cadet Ferdinand pour se faire religieux au sein de l'ordre des Théatins. Il fait sa profession religieuse le 25 mars 1666 dans l'église Saint-Joseph-des-Théatins à Palerme.
Il suit des cours de philosophie à Messine, Ferrare, Bologne et Modène, puis des cours de théologie à Rome, dans l'église Sant'Andrea della Valle (masion mère de l'ordre théatins).
Il est ordonné prêtre le 23 décembre 1673 dans la basilique Saint-Jean-de-Latran et célèbre sa première messe le 25 décembre 1673 dans l'église San Silvestro al Quirinale alors centre de formation pour les novices théatins.

### Vie sacerdotale
À sa connaissance du latin et du grec acquise durant son adolescence, il acquiert celle de l’hébreu, du syriaque, du chaldéen et de l’arabe.
Poussé par son amour particulier pour les documents anciens de l'Église et pour les traditions ecclésiastiques, Joseph-Marie considére qu'une partie de sa propre perfection religieuse réside dans le fait de se consacrer à la publication de livres liturgiques rares. Il parvient ainsi redécouvrir des livres et textes sacrés perdus ou ignorés dans les bibliothèques. Il édite aussi de nombreux volumes traitant de sujets bibliques, patristiques et liturgiques.
Il se consacre également à la formation des fidèles. Pour ceux-ci, il compose et publie notamment une brève instruction sur la manière d'assister fructueusement au Saint Sacrifice de la Messe (Breve isstruzione del modo di assistere fruttuosamente al Santo sacrificio della Messa), ainsi qu'une version condensée de psaumes sélectionnés et préparés pour faciliter la prière des fidèles.
Afin d’échapper à l’attention et aux éloges des érudits de l’époque, il lui arrive de publier sous le nom de « Giuseppe Caro » (nom de son arrière-grand-père paternel).
En 1695, son professeur d’hébreu, le rabbin Moses Cave, se convertit au catholicisme à son contact.

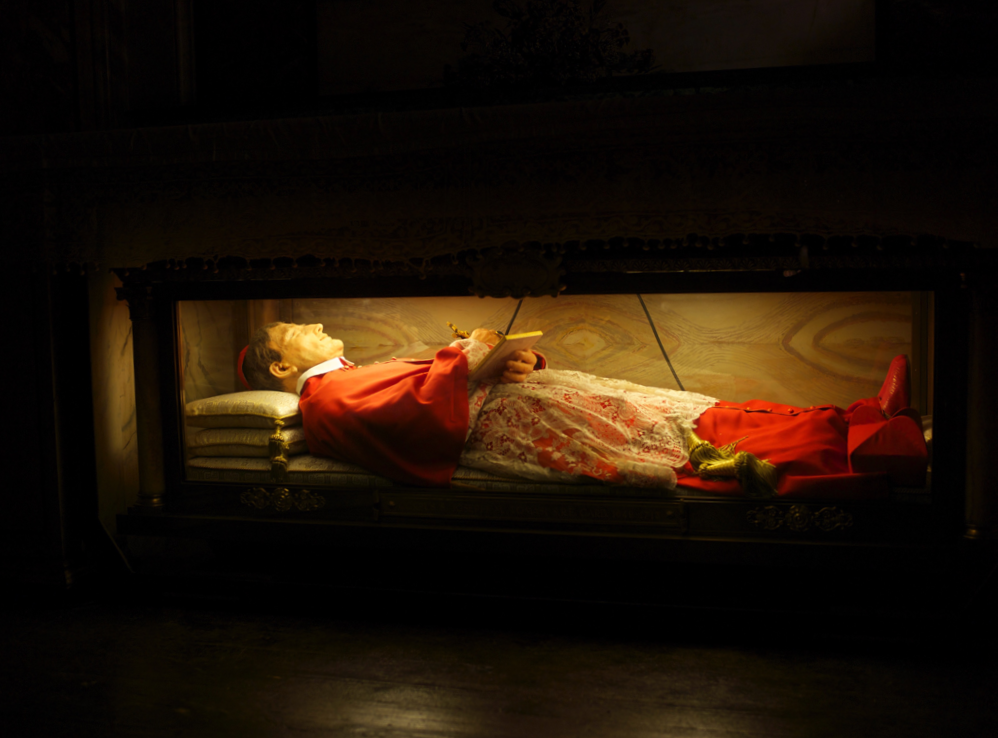
Châsse de Joseph-Marie Tomasi dans l'église Sant'Andrea della Valle.

Il refuse à plusieurs reprises sa nomination au poste de consulteur (théologien consulté par la curie romaine) au sein de la congrégation des rites, jusqu'à ce que le pape Clément XI lui demande d'accepter cette fonction.
Il devient membre de l’académie d’Arcadie sur demande de la reine de Suède Christine Vasa[réf. nécessaire].
Il est créé cardinalI lors du consistoire du 18 mai 1712, mais il n'accepte cette nomination que sur mandat du pape Clément XI. Dans la basilique Saint-Martin de Rome où il est rattaché il s'applique à l'enseignement de la doctrice chrétienne et du catéchisme
Érudit, il laisse une importante œuvre biblique, théologique et surtout liturgique.
Cardinal il édite le texte de plusieurs antiphonaires médiévaux. Notamment il fait remarquer au passage les différences mélodiques entre le chant grégorien de Rome et celui de la bibliothèque abbatiale de Saint-Gall,.
Joseph-Marie contracte une violente pneumonie après avoir participé à la veillée de la Nativité dans la basilique vaticane. Il décède le 1er janvier 1713 à l'âge de 63 ans.

## Béatification et canonisation
Joseph-Marie Tomasi est béatifié le 29 septembre 1803 par le pape Pie VII et il est canonisé le 12 octobre 1986 à Rome par le pape Jean-Paul II.
L'Église catholique le fête le 3 janvier.
Depuis 1971, sa sépulture se trouve dans l'église Sant'Andrea della Valle à Rome.
Il a été nomé saint patron de la ville de Licata où il est né.

## Publications de Joseph-Marie Tomasi
- Divi Aurelii Augustini (1679).
- Sacramentaire gélasien (1680) [lire en ligne] (texte intégral)
- Codices Sacramentorum nongentis annis vetustiores (publié en 1680 et dédié à la reine de Suède Christine Vasa[7]).
- Psalterium iuxta duplicem editionem (1683)
- Responsorialia et Antiphonaria Romanæ Ecclesiæ a S. Gregorio Magno disposita..., opera et studio Josephi M. Card. TOMASI, Rome 1686.
- Les Antiphonaires et Responsoriaux de l’Église romaine déjà en usage à l’époque de saint Grégoire le Grand (publiés en 1686).
- Édition critique des titres et des arguments de la Sainte Bible selon les codex du Ve au XIe siècle (publiée en 1688).
- Antiqui libri missarum Romanae Ecclesiae (1691)
- Édition critique du Psautier dans ses doubles versions romaine et gallicane.
- Breve isstruzione del modo di assistere fruttuosamente al Santo sacrificio della Messa
- une messe pour la bonne mort (demandé par le pape Clément XI en 1706 et est resté dans le Missel romain jusqu’en 1970)